# Metrostation Thirumangalam

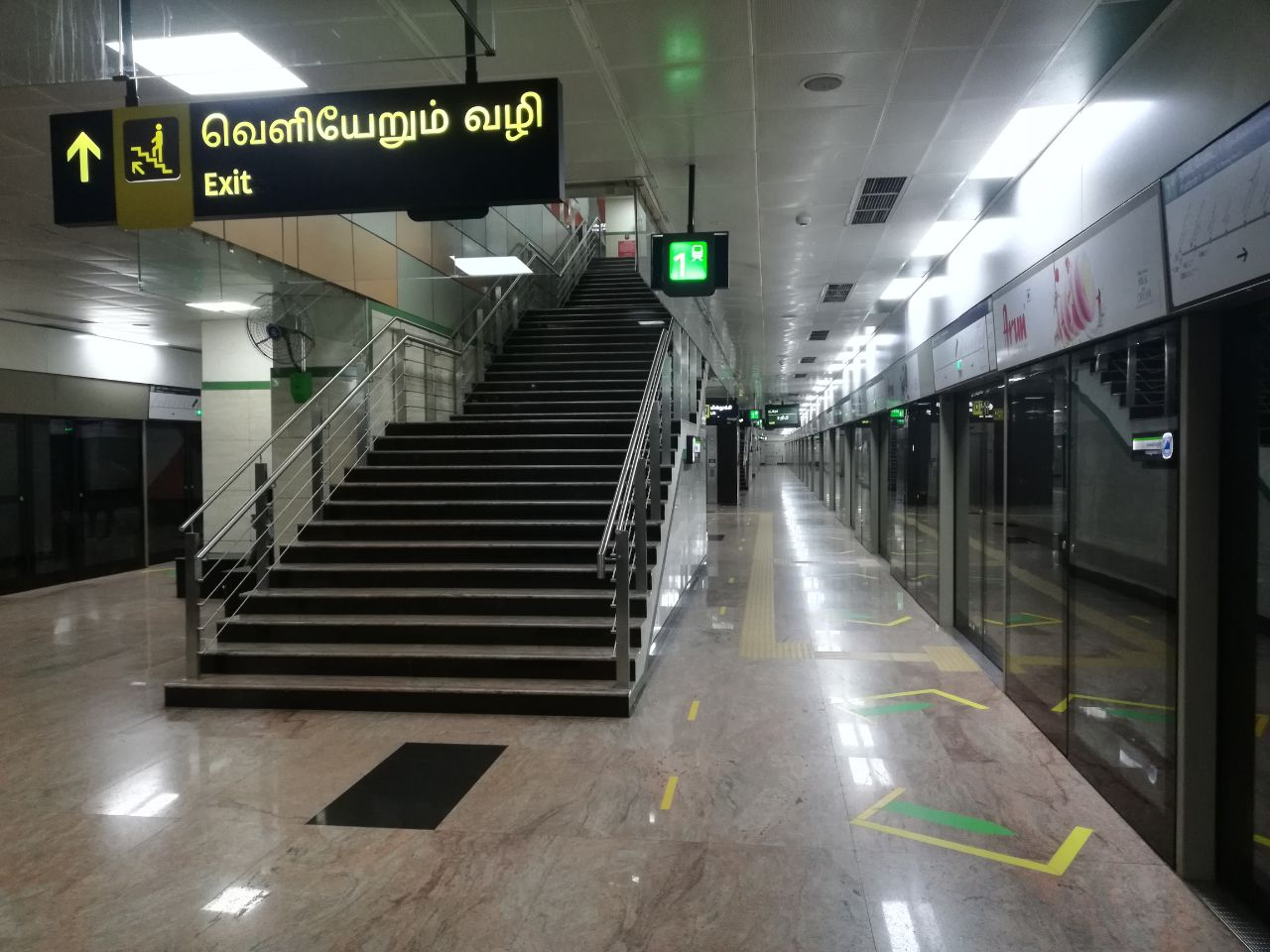
Metrostation Tirumangalam im April 2022

Die Metrostation Thirumangalam (Tamil: திருமங்கலம்) ist ein unterirdischer U-Bahnhof der Metro Chennai. Er wird von der Grünen Linie bedient.
Die Metrostation Thirumangalam befindet sich im gleichnamigen Stadtteil Thirumangalam im Nordwesten Chennais an der Straße 2nd Avenue. Sie besitzt einen Mittelbahnsteig mit Bahnsteigtüren. Die Metrostation Thirumangalam wurde am 14. Mai 2017 eröffnet.